# 久谷雉
久谷 雉（くたに きじ、1984年 -　）は、日本の詩人。本名、尾高悠一。

## 経歴
埼玉県深谷市に生まれる。埼玉県立熊谷高等学校1年在学中に詩作を始める。「詩の雑誌 midnight press」の「詩の教室 高校生クラス」投稿を経て、2003年、第一詩集『昼も夜も』(ミッドナイト・プレス)を出版。
埼玉県立熊谷高校卒業後、日本大学芸術学部文芸学科に入学。
2020年時点では私立中学校の国語科教員。
2024年時点では茨城県牛久市にあるの東洋大学附属牛久中学校・高等学校国語科教員
日本大学芸術学部文芸学科 芸術教養課程非常勤講師を兼任。
また、2025年には現代詩手帖新人作品欄の選者を務めている。

## 受賞歴
- 2004年、『昼も夜も』で第9回中原中也賞を受賞。受賞時は19歳。日本大学芸術学部文芸学科在学中だった[4]。
- 2004年、『昼も夜も』で第54回H氏賞の候補となる。

## 作品リスト

### 単行本

#### 詩集
- 『昼も夜も』ミッドナイト・プレス、2004年1月
- 『ふたつの祝婚歌のあいだに書いた二十四の詩』思潮社、2007年10月
- 『影法師』ミッドナイト・プレス、2015年12月
- 『女声合唱とピアノのための 風の解釈』の詩を担当。作曲は信長貴富。音楽之友社、2020年2月
- 『花束』思潮社、2024年7月

#### 監修
- 『中高生のための 詩のつくりかた 言葉で世界を紡ぐ40のヒント』 (コツがわかる本!ジュニアシリーズ)メイツユニバーサルコンテンツ、2025年10月30日

#### 寄稿
- 「ラヂオデイズ」 - 『現代詩100周年』TOLTA 、2015年10月、
- 「「日常」以前」 - 『佐々木安美詩集』 (現代詩文庫 ; 245)思潮社、2019年11月、（解説として）

### 単行本未収録

#### 詩
- 「うれしいだけ」[5] - webサイト「詩客」にて公開中。 2016年5月28日
- 「闇を掬ふ」 - 『現代詩手帖』2021年5月号
- タイトル不明 -  講義の板書において制作された即興詩。久谷のTwitterにて公開中。2024年6月5日
- 「逆説」 - 『文學界』2024年12月号
- 「渦」[6] - 日本現代詩歌文学館、2025年度常設展「ペットと詩歌」の出品作品、公開期間：2025年3月11日(火)～2026年3月8日(日)

#### エッセイ・論考・解説など
- 「 「詩」を保証するもの」 - 『現代詩手帖』2006年2月号(特集1 『討議 詩の現在』の問い)
- 「詩誌月評」 - 『現代詩手帖』2008年1月号から2008年11月号まで連載。完結済み
  - 「シャッターの音を待つ時間」 - 『現代詩手帖』2008年1月号
  - 「「ひとりひとり」の世界で」 - 『現代詩手帖』2008年2月号
  - 「海がまだ海ではなかったころ」 - 『現代詩手帖』2008年3月号
  - 「孤独は熊の手のひらの上で」 - 『現代詩手帖』2008年4月号
  - 「「欠陥」に賭ける」 - 『現代詩手帖』2008年5月号
  - 「温泉の底にゆれる足」 - 『現代詩手帖』2008年6月号
  - 「二歩か三歩うしろに」 - 『現代詩手帖』2008年7月号
  - 「〈壁〉の根拠」 - 『現代詩手帖』2008年8月号
  - 「魔法の型紙」 - 『現代詩手帖』2008年9月号
  - 「集中力を補う」  - 『現代詩手帖』 2008年10月号
  - 「採点上等！」 - 『現代詩手帖』2008年11月号

- 「網を読むということ」(詩誌展望) - 『現代詩手帖』2008年12月号(現代詩年鑑2009)
- 「うつわをからにする作業」 - 『現代詩手帖』2012年4月号(追悼特集 牟礼慶子)

- 「 「バス」のにぎわいから遠く……」 - 『現代詩手帖』2012年9月号　(特集 杉山平一を読む)
- 詩誌『権力の犬』第7号「戦争篇」の序文と監修。2015年。
- 「後退戦」 - 『現代詩手帖』2022年6月号　 (清水哲男追悼)
- 「光のたゞ中」 - 「中原中也研究」第28号（2023年8月31日発行）(巻頭エッセイ)
- 「風になる」 - 『現代思想』2024年9月号　(特集＝読むことの現在)
- 「「詩人のふり」をしたもの者について」 - 『文學界』2025年1月号（追悼　谷川俊太郎）

#### 鼎談
- 「剥きだしの「声」を目にして」石田瑞穂×杉本真維子×久谷雉 - 『現代詩手帖』2007年2月号 (特集 吉増剛造の歩行)
- 「詩がそこに立っている——谷川俊太郎という問い」 佐々木幹郎、蜂飼耳、久谷 雉 - 『現代詩手帖』2008年4月号
- 「言葉の解体が前提の世界で」 久谷雉＋鳥居万由実＋森本孝徳 - 『現代詩手帖』2016年8月号
- 「詩史／詩誌の途上に――孤絶と共同体」久谷雉、佐藤雄一、鳥居万由実 - 『ユリイカ』2023年8月号（座談会）

#### 対話・インタビュー
- 平居謙→久谷雉「敗者の言葉を担うもの」 - 『詩の雑誌 midnight press』2004年春号
- 久谷雉×小笠原鳥類「水槽と水たまり」 - 『現代詩手帖』2008年6月号(特集 新しい詩人、6つの対話)